# Galium obliquum
Galium obliquum är en måreväxtart som beskrevs av Dominique Villars. Galium obliquum ingår i släktet måror, och familjen måreväxter. Inga underarter finns listade i Catalogue of Life.